# Ібрагіма Н'Діайє
Ібрагіма Н'Діайє (фр. Ibrahima N'Diaye, нар. 1 лютого 1994, Дакар) — сенегальський футболіст, нападник чорногорського клубу «Дечич» та юнацької збірної Сенегалу.
Виступав також за клуб «Чукарички».

## Клубна кар'єра
Народився 1 лютого 1994 року в місті Дакар. Вихованець футбольної школи клубу «Лінгер». Дорослу футбольну кар'єру розпочав 2011 року в основній команді того ж клубу, в якій провів один сезон. 
Згодом з 2012 по 2021 рік грав у складі команд «Напредак» (Крушевац), «Раннерс», «Напредак» (Крушевац), «Чукарички» та «Аль-Хіляль» (Омдурман).
Своєю грою за останню команду знову привернув увагу представників тренерського штабу клубу «Чукарички», до складу якого повернувся 2021 року. Цього разу відіграв за белградську команду наступні три сезони своєї ігрової кар'єри. Більшість часу, проведеного у складі «Чукаричок», був основним гравцем атакувальної ланки команди.
Протягом 2024—2025 років захищав кольори клубу «Младост» (Лучани).
До складу клубу «Дечич» приєднався 2025 року. Станом на 1 лютого 2025 року відіграв за клуб з Тузі 16 матчів у національному чемпіонаті.

## Виступи за збірну
У 2011 році дебютував у складі юнацької збірної Сенегалу (U-17), загалом на юнацькому рівні взяв участь у 6 іграх, відзначившись 2 забитими голами.